# Peter van Rooden

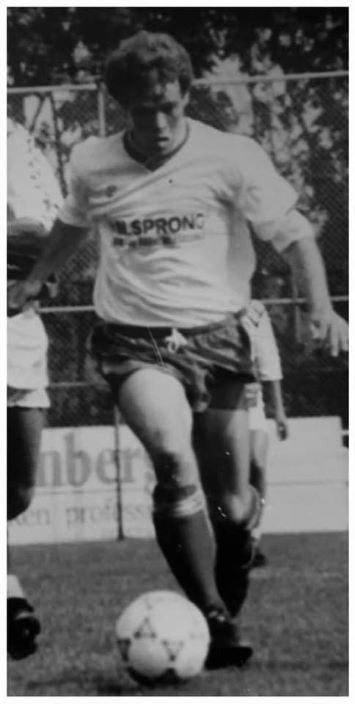
1981 - Als speler van v.v. Heukelum.

Peter van Rooden (Oosterwijk, 16 april 1958) is een Nederlands voormalig (prof)voetballer die twee seizoenen uitkwam voor FC Den Bosch.

## Carrière
Van Rooden speelde zijn gehele amateurcarrière voor VV Heukelum.
In de seizoenen 1978/1979 en 1979/1980 speelde de centrumspits als prof uit voor FC Den Bosch.
Zijn carrière was geen succes en hij kwam slechts tot zeven optredens in het eerste elftal waarin hij niet scoorde.:
| Datum      | Wedstrijd                      | Uitslag |
| ---------- | ------------------------------ | ------- |
| 23-08-1978 | DS'79 - FC den Bosch           | 2-1     |
| 27-08-1878 | FC Groningen - FC den Bosch    | 0-0     |
| 03-09-1978 | FC den Bosch - DS'79           | 2-0     |
| 10-09-1978 | Heerenveen - FC den Bosch      | 3-1     |
| 17-09-1978 | FC den Bosch - Fortuna Sittard | 2-1     |
| 08-10-1978 | SVV - FC den Bosch             | 0-0     |
| 18-03-1979 | Eindhoven - FC den Bosch       | 2-0     |